# Karangcegak (Sumbang)
Karangcegak is een bestuurslaag in het regentschap Banyumas van de provincie Midden-Java, Indonesië. Karangcegak telt 2350 inwoners (volkstelling 2010).